# Künstlerhof Alt-Lietzow
Der Künstlerhof Alt-Lietzow ist eine kulturelle Einrichtung im alten Stadtkern von Charlottenburg. Das Gebäudeensemble entstand in den 1880er Jahren für eine Brauerei. In den folgenden Jahren und Jahrzehnten wurde es immer wieder umgebaut und umgenutzt. Seit 2017 ist es eine kommunale Immobilie in Erbpacht, die eine Vielzahl verschiedener Künstler beherbergt.

## Lage
Der Gebäudekomplex Alt-Lietzow 12 hat seinen Haupteingang in der genannten Straße, auf den die Arcostraße zuläuft. Es handelt sich um ein mehrgliederiges Bauwerk mit einem großen Innenhof. Die Straßenfront ist knapp 60 m lang, verläuft mit einem 120-Grad-Knick auf der Rückseite des Rathauskomplexes von Südwest nach Ost auf der östlichen und südlichen Straßenseite. An seinem südlichen Giebel schließt sich ein freier Platz an, der in das Ensemble mit einbezogen werden konnte.

## Geschichte der Gebäude
Im Zusammenhang mit dem Ausbau des ehemaligen Ortsbereiches Lützow und dem Zusammenwachsen zur Stadt Charlottenburg zu Beginn des 20. Jahrhunderts entstanden die wichtigsten Kommunalbauten wie das Rathaus, eine Feuerwache, ein Gefängnis, ein Krankenhaus, ein Post- und Telegrafenamt (Berlin-Charlottenburg, PA 2; 1881 von Wilhelm Tuckermann), ein Kraftwerk sowie die Wasser- und Gaswerke und im weiteren Umfeld Dienstleistungseinrichtungen wie Brauereien, Gasthäuser und Handwerkerwerkstätten.
In dieser Zeit ließ der Kaufmann, Fouragehändler und Besitzer der Charlottenburger Eiswerke Rudolf Braun bis zum Jahr 1888 rückwärtig zum bereits vorhandenen Gemeindehaus (Rathaus) nach Plänen des Baumeisters Schöltz einen ganzen Gebäudekomplex zum Brauen von Weißbier errichten. Das Ensemble erhielt den Namen Weißbierbrauerei Braun und trug die Adresse Lützower Straße 10. Im Lauf der folgenden Jahre erfolgten stetige Umbauten, um die Biererzeugung auf dem technisch modernen Stand zu halten, statt Pferdefuhrwerke kamen bald Lastkraftwagen zum Einsatz. In der zweiten Etage entstand eine kleine Dienstwohnung. Nach dem Tod von Braun im Jahr 1920 wurden die Bierproduktion eingestellt, Räume und Gebäudeteile umgenutzt, beispielsweise siedelten sich in den 1920er Jahren eine Nährmittelfabrik (Adam GmbH, chem. u. Nährmittel-Fbrk.) und eine Spedition in den Räumen und auf dem Gelände an. Als Eigentümer findet sich ein Lotterie-Einnehmer. In den 1930er Jahren hatte eine Trickfilm-Firma hier ihren Sitz. Im Jahr 1937 wurden der Straßenname in Alt-Lietzow und die Hausnummern geändert. Am Ende des Zweiten Weltkriegs waren große Teile des ehemaligen Brauereikomplexes zerstört. Die erhaltenen oder reparierten Räumlichkeiten wurden nun wiederum zahlreich genutzt: zu verschiedenen Zeiten befanden sich hier eine Polsterwerkstatt, ein Speiseeishersteller, ein Produzent von Ersatzteilen für Fleischmaschinen, dann ab 1950 ein Likörproduzent (Marke Bärenlikör). Diese Spirituose wurde mit wachsendem Erfolg verkauft und hier bis Mitte der 1960er Jahre von rund 50 Mitarbeitern produziert; dann erfolgte ein Wegzug nach Tempelhof. Nächste Nutzer der Gebäude waren ein Spirituosenproduzent aus dem Havelland und eine Wäscherei. Zudem wurde es nun Wohnort für Mitglieder des Studentenbundes und Treffpunkt Filmschaffender aus dem Bereich der Deutschen Film- und Fernsehakademie wie dem Regisseur Harun Farocki.
Seit dem Ende der 1980er Jahre konnten sich hier zahlreiche Künstler Studios oder kleine Ateliers einrichten; sie kommen aus den Bereichen Bildende Kunst, Design, Musik, Literatur und Film. Außerdem fand ein vorher ungepflegter Platz eine neue Verwendung: die Grünanlage wurde durch Initiative einer Künstlerin und mit Unterstützung zahlreicher Anwohner zu einem Essbaren Garten, der schnell bekannt und beliebt wurde. Die hier tätige Künstlerin Brigitte Arndt hat sich zunächst ein Atelier eingerichtet, im Jahr 2017 konnte sie zusammen mit ihrem Partner Frank Schroedter den gesamten Komplex in Erbpacht übernehmen. Sie hat das Bauensemble in Künstlerhof Alt-Lietzow umbenannt und tritt damit an die Öffentlichkeit.

## Architektur und Nutzung
Dem viergeschossigen Bauwerk im historisierenden Baustil ist seine Herkunft aus der Gründerzeit noch heute anzusehen. Zum einen zeigen die eingesetzten Baumaterialien und zum anderen die baulichen Verzierungen einschließlich der Rundbogenfenster die damals in dieser Stilrichtung beliebten Elemente. Der gesamte Komplex besteht aus zwei Gebäudeteilen mit einem Seitenflügel zuzüglich einem großzügigen Innenhof.
Die erhaltene Häuserdurchfahrt ist mit Fliesendekorationen in der Grundfarbe gelblich-bräunlich geschmückt, die von Fliesen mit floralen Ornamenten geschmückt werden. Sie sind als vertikale Streifen in die Seitenwände der Durchfahrt eingearbeitet oder umrahmen die Bogenrundungen der Treppenzugänge. Sogar eine realistische Szene aus dem Leben nach 1900 wurde als Kachelbild in der Seitenwand gestaltet. Ein Kreuzrippengewölbe stützt die Decke, die teilweise (wohl eher im 21. Jhd. durch die hier ansässigen Künstler) mit kleinen Deckenornamenten versehen sind. Ebenfalls erhalten und gut aufgearbeitet wurden die hölzerne Einfahrts-Flügeltür im Jugendstil (rechtes Bild) und eine gesonderte mit Fenstern und Schnitzwerk verzierte Tür zum Treppenaufgang (mittleres Bild).
Erwähnenswert ist, dass es im Haupthaus ebenerdig eine kleine Pförtnerwohnung gab, die an einer Fensterklappe und dem Schriftzug Pförtner in Versalien an der westlichen Seite im Durchgang zu erkennen ist.
Das nordöstliche Eckgebäude des Künstlerhofes geht in östlicher Richtung noch etwa 23 m weiter und besitzt einen Keller, der heute der Buchhandelskeller der Gesamteinrichtung ist. Die Giebelseite ist an das Nachbarhaus angebaut. Hinter dem Knick befindet sich ein Konzertsaal, den die Nutzer Saitenflügel nennen, womit doppeldeutig auf die Lage im Komplex verwiesen wird. Das westliche Haus hat einen rechteckigen Grundriss mit einer Breite von rund acht Metern und einer Länge von etwa 35 Metern. Sein nördlicher Giebel schließt an das Eckhaus an. Arndt hat ihr Atelier zur Galerie Lietzow ausgebaut. Die Künstler organisieren regelmäßig Ausstellungen, Lesungen, Konzerte und Kulturfeste in den Räumen und auf dem Hof.
Wegen seiner teilweise originalen Bausubstanz müsste der Komplex sicherlich unter Denkmalschutz stehen, doch die zahlreichen stärkeren Um- und Ausbauten stehen diesem Status entgegen.

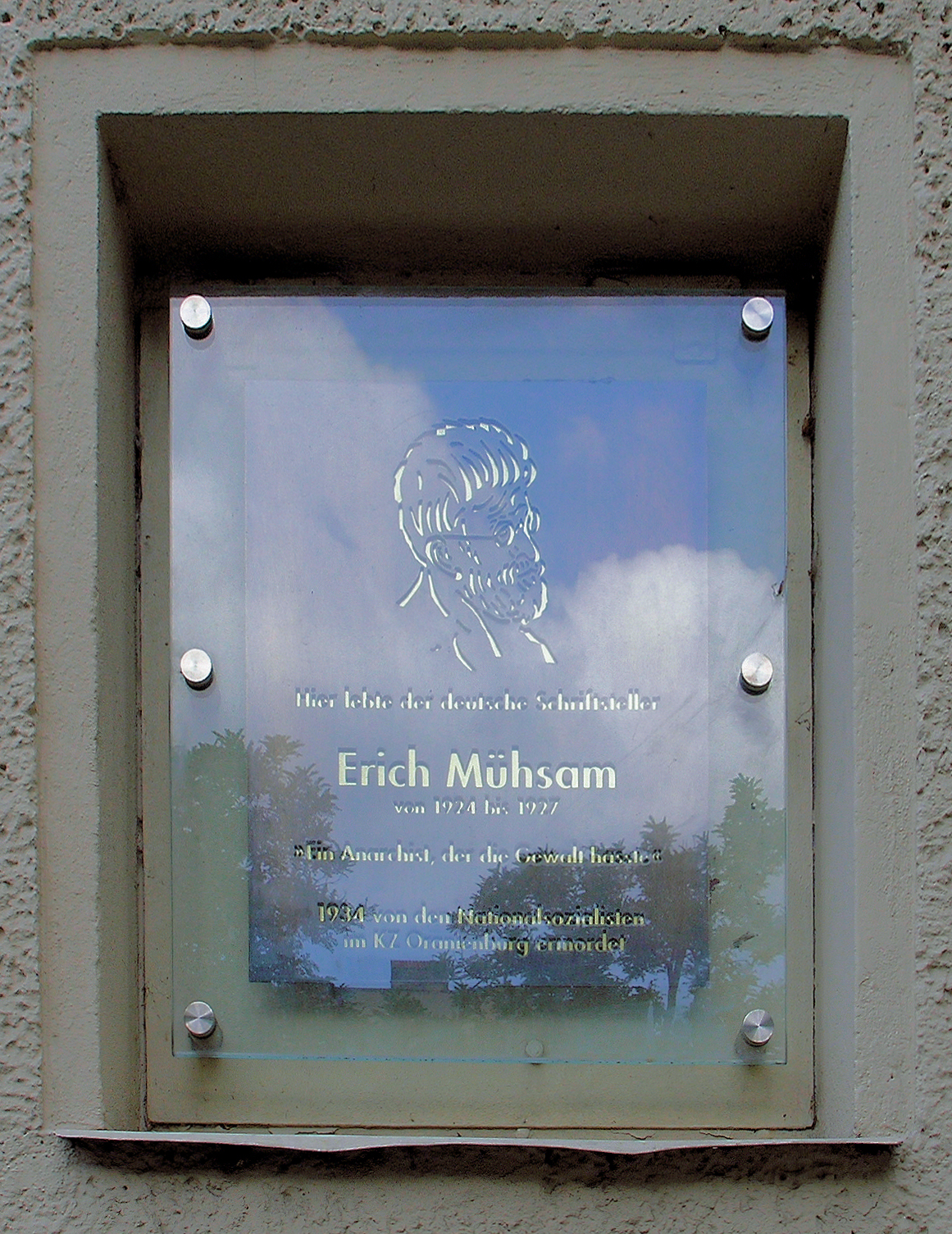
Gedenktafel für Erich Mühsam

## Sonstiges
An der Außenfassade wurde neben dem Haupteingang eine Gedenktafel installiert, die den Schriftsteller und politischen Aktivisten Erich Mühsam ehrt. Er hatte hier in der ehemaligen Dienstwohnung einige Jahre gelebt. Direkt auf dem Putz hat einer der Künstler des Hauses ein Porträt von Mühsam gemalt.